# Otilia Alonso González
Otilia Alonso González (31. prosince 1916, Enfistiella – 27. července 1936, Barcelona) byla španělská římskokatolická řeholnice kongregace Sester dominikánek od Zvěstování Panny Marie a mučednice. Katolická církev jí uctívá jako blahoslavenou.

## Život
Narodila se 31. prosince 1916 ve vesnici Enfistiella v Asturii. Pokřtěna byla 2. ledna 1917 a 11. listopadu 1925 přijala svátost biřmování. Když jí bylo dva roky zemřela ji matka ale nová manželka jejího otce ji vřele přijala. Navštěvovala národní školu a poté školu Sester dominikánek od Zvěstování Panny Marie v Caboraně.
Rozhodla se pro řeholní život a 10. dubna 1932 vstoupila do výše zmíněné kongregace. Dne 15. října 1933 složila své řeholní sliby. Roku 1935 byla poslána do komunity sester v Hortě (Barcelona) a zde začala učit na místní škole. V červenci 1936 odešla do komunity na ulici calle Trafalgar v Barceloně.
Po vypuknutí Španělské občanské války a pronásledování katolické církve byly některé sestry nuceny odejít k přátelům a rodinám. V komunitě v Barceloně zůstalo jen pár sester. Dne 27. července byla sestra Otilia, její představená Ramona Fossas Románs a sestry Teresa Prats Martí, Adelfa Soro Bó, Ramona Perramón Vila zatčeny a odvedeny milicionáři. Pronásledovatelé je mučily a nutily vzdát se víry ale sestry odvážně odolaly.
Pod záminkou, že je vrátí zpátky do kláštera, nastoupily do nákladního vozu a odvezli na kopec Tibidabo. Následně je všechny postřelili. Sestra Otilia postřelení přežila a byla poté odvezena do provizorní nemocnice Červeného kříže. Požádala lékaře, aby zavolali její rodiče, poté po dvou hodinách zemřela. Dnes se místo činu nazývá „les Monges“ a roku 1858 byl na počest sester vztyčen pomník.

## Proces blahořečení
Dne 8. ledna 1958 byl v barcelonské arcidiecézi zahájen její proces blahořečení. Do procesu byli zařazeni také dva dominikánští terciáři a 9 dominikánských sester. 
Dne 19. prosince 2005 uznal papež Benedikt XVI. jejich mučednictví. Blahořečeni byli 28. října 2007.